# كلية النصر للبنات
كلية النصر للبنات واحدة من أقدم وأعرق المدارس في الإسكندرية. افتتحت سنة 1935 في فيلا بزيزينيا ثم انتقلت بعد سنتين إلى موقعها الحالي بالشاطبي، وجاءت فكرة إنشاء المدرسة على يد السير هنري باركر وكانت تدعى الكلية الإنجليزية للبنات تحت إدارة إنجليزية ومعلمين إنجليز حتى تم تأميمها عام 1956 في عهد جمال عبد الناصر وسميت كلية النصر بالشاطبي وظلت تقبل طلابا من البنين حتى الصف الثالث الإعدادي لفترة ثم ألغي هذا النظام وأصبحت كلية النصر للبنات كما هي الآن.
قام بتصميم مبنى الكلية المهندس الإنجليزي جاري وارنام علي مساحه تزيد عن 3.5 فدان. في يوم 27 ديسمبر 2010 أصدر قرار من وزير التربية والتعليم (أحمد زكي بدر) بتحويلها إلى مدرسة تجريبية. وتم إلغاء القرار يوم 31 ديسمبر 2010 بقرار من المحكمة الإدارية وذلك بعد مظاهرات و إعتصمات من أولياء أمور و الطلبة.

## أشهر الخرجين
- الملكة صوفيا ملكة أسبانيا
- منى مكرم عبيد
- مروة الشربيني
- مي عز الدين